# Richard Skalak
Richard Skalak (Nova Iorque, 5 de fevereiro de 1923 — San Diego, 17 de agosto de 1997) foi um pioneiro da engenharia biomédica estadunidense.